# Orthosia fuscus
Orthosia fuscus là một loài bướm đêm trong họ Noctuidae.